# Quando ero soldato/Tutto il male del mondo
Quando ero soldato/Tutto il male del mondo è il sesto 45 giri di Lucio Dalla, pubblicato nel 1966 dalla ARC.

## Descrizione
Fu il primo 45 giri di Dalla a ottenere un piccolo successo, anche grazie alla presentazione in televisione della canzone sul lato A, Quando ero soldato che partecipò al Festival delle rose 1966 nella doppia esecuzione di Dalla e di Paul Anka, vincendo il Premio della Critica.
La copertina raffigura Dalla coricato con un fumetto che gli esce dalla bocca, contenente i titoli delle due canzoni . Entrambi i brani vennero inseriti nell'L.P. 1999, pubblicato in contemporanea con il 45 giri. Il primo brano, Quando ero soldato, scritta da Sergio Bardotti per il testo e da Gianfranco Reverberi per la musica, è una canzone antimilitarista, che affronta il tema del servizio militare in maniera ironica, per cui la guerra sono le difficoltà che viviamo nella vita quotidiana mentre, il secondo, Tutto il male del mondo, è scritta da Sergio Bardotti per il testo e da Gianfranco Reverberi e Lucio Dalla per la musica. Nel 1996 la canzone è stata reincisa da Dalla, con il testo cambiato ed intitolata Amici, nell'album Canzoni.

## Tracce
LATO A
1. Quando ero soldato – 2:47 (testo: Sergio Bardotti – musica: Gianfranco Reverberi; edizioni musicali RCA)

LATO B
1. Tutto il male del mondo – 2:39 (testo: Sergio Bardotti – musica: Gianfranco Reverberi e Lucio Dalla; edizioni musicali RCA)

## Formazione
- Lucio Dalla – voce
- Gli Idoli
  - Beppe Barlozzari – chitarra, voce
  - Giorgio Lecardi – chitarra, batteria
  - Bruno Cabassi – organo, tastiera
  - Emanuele Ardemagni – basso